# Cantonul Florac
Cantonul Florac este un canton din arondismentul Florac, departamentul Lozère, regiunea Languedoc-Roussillon, Franța.

## Comune
- Bédouès
- Les Bondons
- Cocurès
- Florac (reședință)
- Ispagnac
- Rousses
- Saint-Laurent-de-Trèves
- La Salle-Prunet
- Vebron